# 港灣 (佛羅里達州)
港灣（英語：Gulf Harbors）是位於美國佛羅里達州帕斯科縣的一個非建制地區。

## 地理
港灣的座標為28°14′06″N 82°45′29″W / 28.23500°N 82.75806°W，而該地最高點為海拔高度2米（即7英尺）。